# Sarkom
Sarkom je maligni tumor (rak) koji nastaje iz promijenjenih stanica vezivnih tkiva mezenhimnog podrijetla. Vezivna tkiva uključuju kosti, hrskavicu, masna tkiva, krvne žile i krvotvorna tkiva. Sarkomi mogu nastati u bilo kojemu od njih pa postoji mnogo podvrsta sarkoma koji se dijele na temelju specifičnog tkiva i vrste stanice od koje tumor potječe. Sarkomi su primarni tumori vezivnog tkiva, što znači da nastaju u vezivnom tkivu. Za razliku od njih, sekundarni (metastatski) tumori vezivnoga tkiva nastaju širenjem raka iz drugih dijelova tijela (kao što su pluća, tkivo dojke ili prostata) na vezivno tkivo.
Riječ sarkom potječe od starogrčkoga σάρκωμα: sarkōma »mesnata izraslina ili tvar«, gdje σάρξ znači »meso«.

## Podjela
Sarkomi se obično dijele u dvije velike skupine, sarkome kostiju i sarkome mekih tkiva, od kojih svaki ima više podtipova. Američki odbor za rak AJCC ima sljedeću podjelu:

### Sarkomi kostiju
- Osteosarkom
- Kondrosarkom
- Slabo diferencirani tumori okruglih/vretenastih stanica (uključujući Ewingov sarkom)
- Hemangioendoteliom
- Angiosarkom
- Fibrosarkom /miofibrosarkom
- Hordom
- Adamantinom
- ostali:
  - Liposarkom
  - Leiomiosarkom
  - Maligni tumor ovojnice perifernog živca
  - Rabdomiosarkom
  - Sinovijalni sarkom
  - Maligni solitarni fibrozni tumor.

### Sarkomi mekih tkiva
- Liposarkom, neke vrste
- Atipični lipomatozni tumor
- Dermatofibrosarcoma protuberans
- Fibroblastom divovskih stanica
- Maligni solitarni fibrozni tumor
- Upalni miofibroblastični tumor
- Miofibroblastični sarkom niskog stupnja
- Fibrosarkom (uključuje odrasle i sklerozirajuće epitelioidne vrste)
- Miksofibrosarkom (ranije miksoidni maligni fibrozni histiocitom)
- Fibromiksoidni sarkom niskog stupnja
- Tumor divovskih stanica mekih tkiva
- Leiomiosarkom
- Maligni glomusni tumor
- Rabdomiosarkom (uključuje sljedeće vrste: embrionalne, alveolarne, pleomorfne i vretenaste stanice/sklerozirajuće)
- Hemangioendoteliom (uključuje sljedeće varijante: retiformni, pseudomiogeni i epiteloidni)
- Angiosarkom mekog tkiva
- Ekstraskeletni osteosarkom
- Gastrointestinalni stromalni tumor, maligni (GIST)
- Maligni tumor ovojnice perifernog živca (uključuje epitelioidnu varijantu)
- Maligni tumor granularnih stanica
- Maligni okoštavajući fibromiksoidni tumor
- Stromalni sarkom, nespecificiran
- Mioepitelni karcinom
- Maligni fosfaturni mezenhimalni tumor
- Sinovijalni sarkom
- Epitelioidni sarkom
- Alveolarni sarkom
- Sarkom prozirnih stanica mekog tkiva
- Ekstraskeletni miksoidni hondrosarkom
- Ekstraskeletni Ewingov sarkom
- Desmoplastični tumor malih okruglih stanica
- Ekstrarenalni rabdoidni tumor
- Tumor perivaskularnih epiteloidnih stanica, nespecificiran
- Nediferencirani sarkom vretenastih stanica
- Nediferencirani pleomorfni sarkom
- Nediferencirani sarkom okruglih stanica
- Nediferencirani epiteloidni sarkom
- Nediferencirani sarkom, nespecificiran.

## Simptomi
Simptomi sarkoma kostiju obično uključuju bol u kostima, osobito noću, i oticanje područja oko tumora.
Simptomi sarkoma mekih tkiva promjenjivi su. Oni se često pojavljuju kao čvrste, bezbolne kvržice ili čvorovi. Gastrointestinalni stromalni tumori (podtip sarkoma mekih tkiva) često su asimptomatski, ali mogu biti povezani s pritužbama na bol u trbuhu, osjećaj punine i druge znakove crijevne opstrukcije.

## Uzroci i čimbenici rizika
Uzrok većine koštanih sarkoma nije poznat, ali je nekoliko čimbenika povezano s povećanim rizikom njihova razvoja. Prethodno izlaganje ionizirajućem zračenju (kao što je prethodna terapija zračenjem) jedan je od takvih čimbenika rizika. Izloženost alkilirajućim agensima, poput onih koji se nalaze u određenim kemoterapijskim lijekovima protiv raka, također povećava rizik od koštanog sarkoma. Određeni nasljedni genski sindromi poput sindroma Li-Fraumeni, nasljednih mutacija gena RB1 i Pagetove bolesti kostiju također su povezani s povećanim rizikom.
Većina sarkoma mekog tkiva proizlazi iz onoga što se naziva sporadičnim (slučajnim) genskim mutacijama u stanicama oboljele osobe. Postoje i određeni čimbenici povezani s povećanim rizikom od razvoja sarkoma mekog tkiva. Prethodno izlaganje ionizirajućem zračenju jedan je od takvih čimbenika. Izloženost vinil-kloridu iz pâra koje se susreću se u proizvodnji poli(vinil-klorida) (PVC-a), izloženost arsenu i thorotrastu (nekadašnjem kontrastnom sredstvu u radiologiji na bazi torija) povezuju se s povećanim rizikom od angiosarkoma. Limfedemi poput onih koji su posljedica određenih vrsta liječenja raka dojke također su čimbenik rizika za razvoj angiosarkoma. Kao i kod koštanih sarkoma, određeni nasljedni genski sindromi povezani su s povećanim rizikom od razvoja sarkoma mekog tkiva, uključujući sindrom Li-Fraumeni, obiteljsku adenomatoznu polipozu, neurofibromatozu tipa 1 i nasljedne mutacije gena RB1. Kaposijev sarkom uzrokuje herpesni virus HHV-8.

## Mehanizmi nastanka
Točne molekularne promjene koje rezultiraju sarkomom nisu uvijek poznate, ali određene vrste sarkoma povezane su s određenim genskim mutacijama.
- Većina slučajeva Ewingovog sarkoma povezana je s kromosomskom translokacijom u kojoj se dio kromosoma 11 spaja s dijelom kromosoma 22 .[2] To rezultira spajanjem gena EWS s drugim genima, uključujući gen FLI1 u 90 % slučajeva i gen ERG u 5 – 10 % slučajeva.[2] Te fuzije rezultiraju proizvodnjom abnormalnih proteina, iako nije u potpunosti poznato kako ti abnormalni proteini dovode do raka.[2]
- Dermatofibrosarcoma protuberans često se povezuje s kromosomskom translokacijom u kojoj gen COL1A1 biva vezan na gen PDGFRB.[3] To rezultira prekomjerno aktivnom PDGF signalizacijom, za koju se smatra da potiče diobu stanica i u konačnici dovodi do razvoja tumora.[3]
- Upalni miofibroblastični tumor često je povezan s preuređivanjem gena za ALK, a povremeno i s preuređivanjem gena HMGA2.[3]
- Tumor divovskih stanica mekog tkiva često je povezan s kromosomskom translokacijom između kromosoma 1 i kromosoma 2, u kojoj se CSF1 gen spaja s genom COL6A3.[3] To rezultira povećanom proizvodnjom proteina CSF1, za koji se smatra da igra ulogu u razvoju raka.[3]
- Mnogi liposarkomi povezani su s dupliciranjem dijela kromosoma 12, što rezultira dodatnim kopijama poznatih gena koji potiču rak (onkogeni) kao što su gen CDK4, gen MDM2 i gen HMGA2.[3]

## Dijagnoza

### Sarkomi kostiju
Dijagnoza sarkoma kostiju počinje temeljitom anamnezom i fizičkim pregledom koji može otkriti karakteristične znakove i simptome. Laboratorijske pretrage nisu osobito korisne u dijagnozi, iako neki sarkomi kostiju (kao što je osteosarkom) mogu biti povezani s povišenim razinama alkalne fosfataze, dok drugi (kao što je Ewingov sarkom) mogu biti povezani s povišenom brzinom sedimentacije eritrocita. Nijedan od ovih laboratorijskih nalaza nije specifičan za koštane sarkome, što znači da su povišenja vrijednosti povezana i s mnogim drugim stanjima. Slikovne pretrage vrlo su važne u dijagnozi, a većina kliničara u početku će naručiti običnu radiografiju (rendgen). U dijagnozi je korisno snimanje magnetskom rezonancijom (MR) i radioizotopno snimanje kostiju. Računalna tomografija (CT) obično se ne koristi u dijagnozi većine tipova sarkoma kostiju, iako je važno pomagalo za određivanje njihova stadija. Konačna dijagnoza zahtijeva biopsiju tumora i pažljiv pregled uzorka od iskusnog patologa.

### Sarkomi mekog tkiva
Dijagnoza sarkoma mekog tkiva također počinje temeljitom anamnezom i fizičkim pregledom. Slikovne studije mogu uključivati CT ili MR, iako je CT poželjniji za sarkome mekog tkiva koji se nalaze u prsnom košu, abdomenu ili ispod potrbušnice u retroperitoneumu. Pozitronska emisijska tomografija (PET) također može biti korisna u dijagnozi, iako je njena najčešća upotreba za određivanje stadija. Kao i kod sarkoma kostiju, konačna dijagnoza zahtijeva biopsiju tumora i patološku procjenu histologije.

### Određivanje stadija
Stadij raka odnosi na to koliko je rak uznapredovao, a obično se temelji na veličini osnovnoga tumora i koliko se je proširio na susjedna tkiva (lokalna invazija), limfne čvorove (nodalne metastaze) i u druge dijelove tijela (udaljene metastaze). Ocjena stadija utječe na prognozu (vjerojatan ishod) kao i na vrste tretmana koji bi mogao biti učinkovit protiv raka.
Najčešći slikovni alati koji se koriste za određivanje stadija sarkoma kosti jesu MR ili CT za ocjenu primarnog tumora, CT prsnog koša s kontrastom za procjenu širenja (metastaziranja) na pluća i radioizotopsko skeniranje kostiju za procjenu širenja na druge kosti. Određivanje stadija sarkoma mekog tkiva obično uključuje MR ili CT snimanje primarnog tumora radi određivanja veličine tumora, kao i CT prsnog koša s kontrastom za procjenu metastatskih tumora u plućima.

### Stupanj
Sarkomima se, poput nekih drugih malignih tumora, dodjeljuje stupanj (nizak, srednji, visoki) na temelju izgleda tumorskih stanica pod mikroskopom. Općenito, stupanj se odnosi na to koliko je rak agresivan i kolika je vjerojatnost da se proširi na druge dijelove tijela (metastazira). Sarkomi niskog stupnja imaju bolju prognozu od sarkoma višeg stupnja i obično se liječe kirurški, iako se ponekad koristi terapija zračenjem ili kemoterapija. Sarkomi srednjeg i visokog stupnja se češće liječe kombinacijom kirurškog zahvata, kemoterapije ili terapije zračenjem. Budući da je veća vjerojatnost da će tumori visokog stupnja metastazirati (invazijom tkiva i širenje na lokalna, regionalna i udaljena mjesta), oni se liječe agresivnije. Preživljavanje pacijenata uvelike je povećano kada su otkrivene kemoterapije na koje su neki od sarkoma osjetljivi. Na primjer, prije kemoterapije dugotrajno preživljavanje pedijatrijskih bolesnika s lokaliziranim osteosarkomom bilo je oko 20 %, a sada je poraslo na 60 – 70 %.

## Liječenje
Kirurški zahvat je najčešći oblik liječenja većine sarkoma koji se nisu proširili na druge dijelove tijela. Kirurgija koja pošteđuje udove, za razliku od amputacije, sada se može koristiti za spašavanje udova pacijenata u najmanje 90 % slučajeva sarkoma ekstremiteta (ruke ili noge). Tretmani poput kemoterapije, terapije zračenjem (radioterapija) i protonska terapiju mogu se primijeniti prije operacije (što se zove neoadjuvantna terapija) ili nakon operacije (adjuvantna terapija). Primjena neoadjuvantne ili adjuvantne kemoterapije i radioterapije značajno poboljšava prognozu za mnoge bolesnike sa sarkomom. Liječenje može biti dug i mučan proces, koji za mnoge pacijente traje oko godinu dana.
- Liječenje liposarkoma sastoji se od kirurške resekcije, pri čemu se kemoterapija ne koristi izvan okvira istraživanja. Adjuvantna radioterapija također se može koristiti nakon kirurškog uklanjanjae liposarkoma.
- Rabdomiosarkom se liječi operacijom, radioterapijom ili kemoterapijom.[15] Većina pacijenata s rabdomiosarkomom ima stopu preživljavanja od 50 do 85 %.[16]
- Osteosarkom je tumor kosti koji se liječi kirurškim uklanjanjem čim većeg dijela tumora, često zajedno s neoadjuvantnom kemoterapijom. Radioterapija je druga mogućnost, iako ne tako uspješna.

Ekspresija receptora B7-H3 daje obećavajuću metu za nove imunoterapijske strategije.
U sarkomima u dječjoj dobi citotoksično sredstvo ciklofosfamid ima široku primjenu i pokazalo je dobru djelotvornost.

## Prognoza
Nekoliko čimbenika utječe na prognozu koštanih sarkoma:
- Veličina tumora: veći tumori imaju lošiju prognozu u usporedbi s manjim tumorima.
- Širenje tumora na okolna tkiva: tumori koji su se proširili lokalno na okolna tkiva obično imaju lošiju prognozu u usporedbi s tumorima koji se nisu proširili dalje od mjesta nastanka.
- Stadij i prisutnost metastaza: tumori koji su se proširili (metastazirali) na limfne čvorove (što je rijetko kod koštanih sarkoma) ili druge organe ili tkiva (na primjer u pluća) imaju lošiju prognozu u usporedbi s tumorima koji nisu metastazirali.
- Stupanj tumora: tumori višeg stupnja (stupanj 2 i 3) imaju lošiju prognozu u usporedbi s tumorima niskog stupnja (stupanj 1).
- Skeletni položaj: tumori koji potječu iz kralježnice ili kostiju zdjelice obično imaju lošiju prognozu u usporedbi s tumorima koji potječu iz kostiju ruku i nogu.

Za sarkome mekih tkiva na prognozu utječu:
- Stadij: kao i kod koštanih sarkoma, tumori koji su metastazirali imaju lošiju prognozu u usporedbi s tumorima koji nisu metastazirali.
- Stupanj: AJCC preporučuje upotrebu francuskog sustava ocjenjivanja FNCLCC, u kojemu tumori visokog stupnja imaju lošiju prognozu u usporedbi s tumorima niskog stupnja.

Za gastrointestinalne stromalne tumore (GIST) važan čimbenik koji utječe na prognozu jest
- Brzina mitoze: koliki se udio stanica aktivno dijeli unutar tumora; GIST-ovi koji imaju visoku stopu mitoze imaju lošiju prognozu u usporedbi s GIST-ovima koji imaju nisku stopu mitoze.

### Ishodi liječenja
Prema podatcima koje je objavio američki Nacionalni institut za rak (NCI) ukupno petogodišnje preživljavanje kod koštanih sarkoma iznosi 66,9 %. Američko društvo za rak (ACS) procijenilo je da će 1660 ljudi u SAD-u umrijeti 2019. od sarkoma kostiju, što čini 0,3% svih smrtnih slučajeva od raka. Srednja dob umrlih je 61 godina, iako se smrt može dogoditi u bilo kojoj dobnoj skupini: 12,3 % smrti od sarkoma kostiju javlja se u osoba mlađih od 20 godina, 13,8 % javlja se u osoba u dobi od 20 do 34 godine, 5,5 % se javlja u osoba u dobi od 35 do 44 godine, 9,3 % u osoba u dobi od 45 do 54 godine, 13,5 % u osoba u dobi od 55 do 64 godine, 16,2 % u dobi od 65 do 74 godine, 16,4 % u dobi od 75-84 godine, a 13,1 % u osoba starijih od 85 godina.
Za sarkome mekih tkiva ukupno petogodišnje preživljavanje (bez obzira na tip sarkoma i stadij) iznosi 64,5 %. Ono iznosi 80,8 % za sarkome mekih tkiva koji se nisu proširili izvan primarnog tumora (lokalizirani tumori), 58,0 % za one koji su se proširili samo na obližnje limfne čvorove te 16,4 % za sarkome koji su se proširili na udaljene organe. ACS procjenjuje da će u SAD-u 5270 ljudi umrijeti od sarkoma mekih tkiva u 2019., što čini 0,9 % svih smrtnih slučajeva od raka.

## Epidemiologija
Sarkomi su prilično rijetki. Rizik da prethodno zdrava osoba dobije dijagnozu karcinoma kosti je manji od 0,001 %, dok je rizik od dobivanja dijagnoze sarkoma mekog tkiva između 0,001 i 0,005 %. Američko društvo za rak procijenilo je da će u SAD-u 2019. godine biti 3500 novih slučajeva sarkoma kostiju i 12 750 novih slučajeva sarkoma mekih tkiva. Ukupan procijenjeni broj novih dijagnoza svih vrsta raka jest 1 762 450, što znači da sarkomi kostiju predstavljaju samo 0,2 % svih novih dijagnoza raka (što ih čini 30. najčešćim tipom raka) dok sarkomi mekih tkiva predstavljaju samo 0,7 % svih novih dijagnoza raka u SAD-u u 2019. godini (što ih čini 22. najčešćim tipom raka).
Sarkomi pogađaju ljude svih dobnih skupina. Oko 50 % sarkoma kostiju i 20 % sarkoma mekih tkiva dijagnosticiraju se osobama mlađim od 35 godina. Sarkomi kao što su leiomiosarkom, kondrosarkom i gastrointestinalni stromalni tumor (GIST) češći su u odraslih nego u djece. Većina koštanih sarkoma visokog stupnja, uključujući Ewingov sarkom i osteosarkom, mnogo je češći u djece i adolescenata.

## U fosilima
Godine 2016. znanstvenici su izvijestili o otkriću osteosarkoma u fosilu starom 1,6 – 1,8 milijuna godina iz kostura sada izumrle vrste hominina Australopithecus sediba, što ga čini najranijim poznatim slučajem raka u ljudi.

## Istraživanja
Liječenje sarkoma, osobito sarkoma koji je metastazirao, često zahtijeva kemoterapiju. Postojeći kemoterapijski lijekovi povezani su sa značajnom toksičnošću i nisu vrlo učinkoviti u ubijanju stanica raka. Jedna od novijih i ne potpuno istraženih mogućnosti je imunoterapija. Istražuju se strategije napada na stanice sarkoma ciljanom terapijom s pomoću malih molekula, biološkim agensima (molekule male interferirajuće RNA) i terapija uz pomoć nanočestica.
U tijeku su istraživanja za razumijevanje specifičnih genskih i molekulskih čimbenika koji uzrokuju razvoj sarkoma. To bi moglo omogućiti osmišljavanje novih ciljanih terapija i omogućiti liječnicima preciznije predviđanje tijeka bolesti.

## Vanjske poveznice
- Principi onkološke terapije. MSD priručnik za liječnike
- Terapijski pristupi raku. MSD priručnik dijagnostike i terapije